# Метод ван дер Пау
Метод ван дер Пау — четырёхзондовый способ измерения величины двумерного (или плоскостного) удельного сопротивления и коэффициента Холла какого-либо материала, проводящего ток. Метод применяется к плоскому образцу произвольной формы; толщина образца должна быть намного меньше расстояния между омическими контактами, которые помещены по периметру образца. Если известна толщина проводящего слоя, то можно определить трёхмерное (обычное) удельное сопротивление, умножив двумерное удельное сопротивление на толщину проводящего слоя.
Проведённые измерения позволяют в итоге определить следующие наиболее интересные свойства материала:
- тип легирования (то есть является ли этот материал полупроводником p-типа или n-типа);
- двумерную концентрацию основных носителей заряда (если известна толщина проводящего слоя — трёхмерную, разделив двумерную концентрацию на толщину проводящего слоя);
- холловскую подвижность основных носителей заряда {\displaystyle \mu _{H}} (отличается от дрейфовой подвижности {\displaystyle \mu _{d}}).

Метод впервые был предложен Лео ван дер Пау в 1958 году.

## Условия применимости
Есть шесть условий, которые должны быть удовлетворены, чтобы использовать этот метод:
1. Образец должен иметь плоскую форму и быть однородной толщины.
2. Образец не должен иметь никаких изолированных отверстий.
3. Образец должен быть гомогенным и изотропным (в отсутствие магнитного поля).
4. Все четыре омических контакта должны быть расположены на краях образца.
5. Площадь любого индивидуального омического контакта должна быть по крайней мере на порядок меньше, чем площадь всего образца.
6. Имеется возможность создавать вокруг образца магнитное поле, перпендикулярное плоскости образца, и проводить измерения поочерёдно в поле и без поля.

## Подготовка образцов
Чтобы можно было использовать метод ван дер Пау, толщина образца должна быть намного меньше ширины и длины образца. Чтобы уменьшить ошибки в вычислениях, предполагается, что образец является симметричным.

Возможное расположение контактов

Для измерений требуются наличие четырёх омических контактов, помещённых на краях образца. Для их размещения нужно выполнить следующие условия:
- Они должны быть на границе образца (или так близко к краю насколько возможно).
- Они должны быть бесконечно маленькими. Фактически, они должны быть как можно меньше, поскольку ошибка приводит к поправкам порядка D/L, где D − средний диаметр контакта, и L — расстояние между контактами.

В дополнение к этому, все провода, идущие от контактов, должны быть сделаны из того же самого материала, чтобы минимизировать термоэлектрический эффект.

## Проведение измерений
Все контакты являются эквивалентными, каждая пара из них поочерёдно выступает в роли токовых контактов (для пропускания тока), а другая пара в это время является потенциальными контактами (для измерения напряжения). Напряжение, характеризующее проводимость образца, измеряется между двумя контактами, лежащими на одной стороне образца. Холловское напряжение измеряется между контактами, расположенными по диагонали образца.
Ток пропускается между контактами 1 и 2 (смотрите расположение контактов на рисунке) (обозначается I12), и напряжение измеряется с противоположных контактов 3 и 4 (обозначается U34). Из этих двух величин можно получить сопротивление {\displaystyle R_{12,34}}, используя закон Ома:
{\displaystyle R_{12,34}={\frac {U_{34}}{I_{12}}}}.
В своей статье ван дер Пау показал, что удельное сопротивление образцов произвольной формы можно определить, зная два из этих сопротивлений: одно, измеренное по вертикальному краю, типа {\displaystyle R_{12,34}}, и соответствующее, измеренное по горизонтальному краю, типа {\displaystyle R_{23,41}}. Двумерное удельное сопротивление образца {\displaystyle \rho _{S}} связано с этими сопротивлениями по формуле ван дер Пау:
{\displaystyle e^{-\pi R_{12,34}/\rho _{S}}+e^{-\pi R_{23,41}/\rho _{S}}=1}
Вообще говоря, из этого уравнения в явном виде нельзя получить выражение для удельного сопротивления RS. Самое известное исключение из этого, когда {\displaystyle R_{12,34}=R=R_{23,41}} и удельное сопротивление
{\displaystyle \rho _{S}={\frac {\pi R}{\ln 2}}}.
При монополярной проводимости материала холловскую подвижность {\displaystyle \mu _{H}} и двумерную концентрацию носителей заряда {\displaystyle n_{S}} вычисляют по формулам
{\displaystyle \mu _{H}={\frac {U_{y}}{{\frac {\pi }{\ln 2}}\cdot U_{x}\cdot B\cdot F(\xi )}}},
{\displaystyle n_{S}={\frac {I\cdot B}{e\cdot U_{y}}}},
где I — фиксированный ток, задаваемый источником тока; е — элементарный заряд в Кл; В — индукция магнитного поля в Тл;
{\displaystyle U_{x}={\frac {U_{1}+U_{2}}{2}}},
{\displaystyle U_{1}={\frac {U_{12}+U_{34}}{2}}},
{\displaystyle U_{2}={\frac {U_{23}+U_{41}}{2}}};
{\displaystyle U_{y}={\frac {U_{13}+U_{24}}{2}}},
{\displaystyle U_{13}=U_{13}^{B}-U_{13}^{B=0}},
{\displaystyle U_{24}=U_{24}^{B}-U_{24}^{B=0}}
(напряжения по диагоналям образца измеряются в магнитном поле и без него). Величина, характеризующая отклонение формы образца от идеально квадратной (0 < ξ < 1, задаётся формулой
{\displaystyle \xi ={\frac {U_{1}-U_{2}}{U_{1}+U_{2}}}}
Для идеально квадратного образца ξ = 0. Поправочная функция {\displaystyle F(\xi )}, которая не выражается в простой формулой, но может быть представлена в виде ряда Тейлора по чётным степеням ξ. Если остановиться на члене ряда, содержащем {\displaystyle \xi ^{12}}, то такое приближение будет хорошо работать при 0 < ξ < 0.905:
{\displaystyle F(\xi )=1-0.3465735904\cdot \xi ^{2}-0.09236119917\cdot \xi ^{4}-0.0483392621\cdot \xi ^{6}-0.0313207564\cdot \xi ^{8}-0.02259185881\cdot \xi ^{10}-0.01738657042\cdot \xi ^{12}}.